# Francesca Schiavone
Francesca Schiavone [franˈtʃɛska skjaˈvoːne] (* 23. Juni 1980 in Mailand) ist eine ehemalige italienische Tennisspielerin. Ihren größten Erfolg feierte sie 2010 mit dem Titelgewinn bei den French Open.

## Karriere
Im Einzel stand Schiavone in 19 Endspielen (drei davon im Herbst 2005), von denen sie acht gewann: 2007 in Bad Gastein, 2009 in Moskau, 2010 in Barcelona und in Paris (Roland Garros), 2012 in Straßburg, 2013 in Marrakesch, 2016 in Rio de Janeiro sowie 2017 in Bogotá. Bei den drei anderen Grand-Slam-Turnieren erreichte sie jeweils mindestens das Viertelfinale – 2003 und 2010 bei den US Open, 2009 in Wimbledon und 2011 bei den Australian Open. Im Doppel gewann sie sieben WTA-Titel; 2008 erreichte sie mit ihrer damaligen Partnerin Casey Dellacqua zudem das Finale der French Open, in dem sie Anabel Medina Garrigues/Virginia Ruano Pascual mit 6:2, 5:7 und 4:6 unterlagen. Bei den restlichen drei Grand-Slam-Turnieren erreichte sie im Doppel das Halbfinale.
Auch beim ersten Fed-Cup-Sieg für Italien war Schiavone mit von der Partie. 2006 gewann sie mit ihren Teamkolleginnen Mara Santangelo, Flavia Pennetta und Roberta Vinci den Wettbewerb mit einem 3:2-Sieg über Belgien. 2009 und 2010 konnte sie den Fed-Cup-Erfolg wiederholen, jeweils mit einem Endspielsieg über die USA. Ihre Fed-Cup-Bilanz (Debüt 2002) weist 27 Siege bei 22 Niederlagen aus.
Bei den Olympischen Spielen 2008 in Peking trat Schiavone ebenfalls für Italien an. Im Einzel schied sie in der dritten Runde gegen Wera Swonarjowa aus (6:7, 4:6); im Doppel verlor sie an der Seite von Flavia Pennetta die Viertelfinalpartie gegen die an Position 6 gesetzten Bondarenko-Schwestern aus der Ukraine mit 1:6, 6:3, 5:7.
Am 1. Juni 2010 erreichte Schiavone als erste Italienerin seit Beginn der Open Era (1968) das Halbfinale der French Open. Nach ihrem Viertelfinalsieg gegen Caroline Wozniacki (6:2, 6:3) profitierte sie dort nach dem Gewinn des ersten Satzes von der Aufgabe ihrer Gegnerin Jelena Dementjewa. Am 5. Juni 2010 konnte Schiavone dann gleich in ihrem ersten Grand-Slam-Finale den Titel gewinnen; sie bezwang Samantha Stosur mit 6:4, 7:6. Ihr größter sportlicher Erfolg war zugleich der erste Titelgewinn einer Italienerin bei einem Grand-Slam-Turnier.
Bei ihrer Titelverteidigung in Paris im Jahr 2011 musste sie sich erst im Endspiel geschlagen geben; die Chinesin Li Na konnte sich in zwei engen Sätzen durchsetzen.
Am 21. Februar 2016 gewann Schiavone nach einer langen Durststrecke überraschend das WTA-Turnier in Rio de Janeiro; sie besiegte im Finale Shelby Rogers mit 2:6, 6:2, 6:2 und kehrte damit in die Top 100 zurück. 2017 konnte sie ein weiteres Sandplatzturnier gewinnen, diesmal das WTA-Turnier von Bogotá. Sie durfte dort dank einer Einladung starten, da sie nicht mehr in den Top 150 der Weltrangliste klassiert war. Durch den Sieg machte sie einen Sprung in der Weltrangliste und qualifizierte sich auch direkt für die French Open.
Am 5. September 2018 gab sie ihr Karriereende bekannt.

## Erfolge

### Einzel

#### Turniersiege
| Nr. | Datum            | Turnier        | Kategorie         | Belag             | Finalgegnerin            | Ergebnis      |
| --- | ---------------- | -------------- | ----------------- | ----------------- | ------------------------ | ------------- |
| 1.  | 29. Juli 2007    | Bad Gastein    | WTA Tier III      | Sand              | Yvonne Meusburger        | 6:1, 6:4      |
| 2.  | 25. Oktober 2009 | Moskau         | WTA Premier       | Hartplatz (Halle) | Wolha Hawarzowa          | 6:3, 6:0      |
| 3.  | 17. April 2010   | Barcelona      | WTA International | Sand              | Roberta Vinci            | 6:1, 6:1      |
| 4.  | 5. Juni 2010     | French Open    | Grand Slam        | Sand              | Samantha Stosur          | 6:4, 7:62     |
| 5.  | 26. Mai 2012     | Straßburg      | WTA International | Sand              | Alizé Cornet             | 6:4, 6:4      |
| 6.  | 28. April 2013   | Marrakesch     | WTA International | Sand              | Lourdes Domínguez Lino   | 6:1, 6:3      |
| 7.  | 21. Februar 2016 | Rio de Janeiro | WTA International | Sand              | Shelby Rogers            | 2:6, 6:2, 6:2 |
| 8.  | 15. April 2017   | Bogotá         | WTA International | Sand              | Lara Arruabarrena Vecino | 6:4, 7:5      |

#### Finalteilnahmen
| Nr. | Datum              | Turnier       | Kategorie         | Belag             | Turniersiegerin        | Ergebnis      |
| --- | ------------------ | ------------- | ----------------- | ----------------- | ---------------------- | ------------- |
| 1.  | 18. Juni 2000      | Taschkent     | WTA Tier IVa      | Hartplatz         | Iroda Toʻlaganova      | 3:6, 6:2, 3:6 |
| 2.  | 11. Januar 2003    | Canberra      | WTA Tier V        | Hartplatz         | Meghann Shaughnessy    | 1:6, 1:6      |
| 3.  | 18. September 2005 | Bali          | WTA Tier III      | Hartplatz         | Lindsay Davenport      | 2:6, 4:6      |
| 4.  | 16. Oktober 2005   | Moskau        | WTA Tier I        | Teppich (Halle)   | Mary Pierce            | 4:6, 3:6      |
| 5.  | 30. Oktober 2005   | Hasselt       | WTA Tier III      | Hartplatz (Halle) | Kim Clijsters          | 2:6, 3:6      |
| 6.  | 13. Januar 2006    | Sydney        | WTA Tier II       | Hartplatz         | Justine Henin-Hardenne | 6:4, 5:7, 5:7 |
| 7.  | 9. April 2006      | Amelia Island | WTA Tier II       | Sand              | Nadja Petrowa          | 4:6, 4:6      |
| 8.  | 1. Oktober 2006    | Luxemburg     | WTA Tier II       | Hartplatz (Halle) | Aljona Bondarenko      | 3:6, 2:6      |
| 9.  | 19. Juli 2009      | Prag          | WTA International | Sand              | Sybille Bammer         | 6:74, 2:6     |
| 10. | 18. Oktober 2009   | Ōsaka         | WTA International | Hartplatz         | Samantha Stosur        | 5:7, 1:6      |
| 11. | 4. Juni 2011       | French Open   | Grand Slam        | Sand              | Li Na                  | 4:6, 6:70     |

### Doppel

#### Turniersiege
| Nr. | Datum              | Turnier   | Kategorie     | Belag             | Partnerin          | Finalgegnerinnen                         | Ergebnis       |
| --- | ------------------ | --------- | ------------- | ----------------- | ------------------ | ---------------------------------------- | -------------- |
| 1.  | 28. Juli 2001      | Sopot     | WTA Tier III  | Sand              | Joannette Kruger   | Julija Bejhelsymer Anastassija Rodionowa | 6:4, 6:0       |
| 2.  | 1. Mai 2004        | Warschau  | WTA Tier II   | Sand              | Silvia Farina Elia | Gisela Dulko Patricia Tarabini           | 3:6, 6:2, 6:1  |
| 3.  | 25. Februar 2005   | Doha      | WTA Tier II   | Hartplatz         | Alicia Molik       | Cara Black Liezel Huber                  | 6:3, 6:4       |
| 4.  | 25. Februar 2006   | Dubai     | WTA Tier II   | Hartplatz         | Květa Peschke      | Swetlana Kusnezowa Nadja Petrowa         | 3:6, 7:61, 6:3 |
| 5.  | 30. September 2006 | Luxemburg | WTA Tier II   | Hartplatz (Halle) | Květa Peschke      | Anna-Lena Grönefeld Liezel Huber         | 2:6, 6:4, 6:1  |
| 6.  | 14. Oktober 2006   | Moskau    | WTA Tier I    | Teppich (Halle)   | Květa Peschke      | Iveta Benešová Galina Woskobojewa        | 6:4, 6:74, 6:1 |
| 7.  | 3. Oktober 2009    | Tokio     | WTA Premier 5 | Hartplatz         | Alissa Kleibanowa  | Daniela Hantuchová Ai Sugiyama           | 6:4, 6:2       |

## Resultate bei bedeutenden Turnieren

### Einzel
Die Tabelle listet die Ergebnisse der Grand-Slam-Turniere, der Tour Championships, der Olympischen Spiele, des Fed Cups bzw. Billie Jean King Cups und der Turniere folgender Kategorien auf: 1990–2008: Tier I, 2009–2020: Premier Mandatory und Premier 5, ab 2021: WTA 1000.
| Turnier            | 1999 | 2000 | 2001 | 2002 | 2003 | 2004 | 2005 | 2006 | 2007 | 2008 | 2009 | 2010 | 2011 | 2012 | 2013 | 2014 | 2015 | 2016 | 2017 | 2018 | Karriere |
| ------------------ | ---- | ---- | ---- | ---- | ---- | ---- | ---- | ---- | ---- | ---- | ---- | ---- | ---- | ---- | ---- | ---- | ---- | ---- | ---- | ---- | -------- |
| Australian Open    | —    | —    | 1    | 3    | 1    | 2    | 3    | AF   | 2    | 3    | 1    | AF   | VF   | 2    | 1    | 1    | 1    | Q2   | 1    | 1    | 1 × VF   |
| French Open        | —    | —    | VF   | 3    | 2    | AF   | AF   | AF   | 3    | 3    | 1    | S    | F    | 3    | AF   | 1    | 3    | 1    | 1    | 1    | 1 × S    |
| Wimbledon          | —    | Q1   | 2    | 2    | 3    | 2    | 1    | 1    | 2    | 2    | VF   | 1    | 3    | AF   | 1    | 1    | 1    | 2    | 2    | —    | 1 × VF   |
| US Open            | Q1   | 3    | 1    | AF   | VF   | AF   | 3    | 3    | 2    | 2    | AF   | VF   | AF   | 1    | 1    | 1    | 1    | 1    | 1    | —    | 2 × VF   |
| WTA Finals         | —    | —    | —    | —    | —    | —    | —    | —    | —    | —    | —    | RR   | —    | —    | —    | —    | —    | —    | —    | —    | 1 × RR   |
| Doha               |      |      |      |      |      |      |      |      |      | 2    |      |      |      | 2    | 1    | 1    |      | —    |      | Q1   | 2 × 2R   |
| Dubai              |      |      |      |      |      |      |      |      |      |      | 2    | 2    | AF   |      |      |      | —    |      | —    |      | 1 × AF   |
| Indian Wells       | —    | —    | 3    | 2    | 3    | 2    | 2    | —    | 3    | AF   | 1    | 3    | AF   | 3    | 2    | 2    | 1    | —    | 1    | Q1   | 2 × AF   |
| Miami              | —    | —    | 1    | 2    | 2    | AF   | 3    | 2    | 2    | 2    | 2    | 3    | AF   | 2    | 2    | 1    | Q1   | 1    | Q2   | —    | 2 × AF   |
| Hilton Head Island | —    | —    |      |      |      |      |      |      |      |      |      |      |      |      |      |      |      |      |      |      | —        |
| Charleston         |      |      | —    | 1    | —    | —    | —    | —    | 2    | —    |      |      |      |      |      |      |      |      |      |      | 1 × 2R   |
| Rom                | 1    | 1    | VF   | 2    | 1    | VF   | VF   | AF   | 1    | 2    | 2    | 2    | VF   | 1    | 1    | AF   | 1    | 1    | —    | 1    | 4 × VF   |
| Madrid             |      |      |      |      |      |      |      |      |      |      | AF   | AF   | AF   | 1    | 1    | 2    | 1    | —    | 1    | —    | 3 × AF   |
| Berlin             | —    | —    | 1    | 1    | 2    | —    | —    | —    | 1    | 2    |      |      |      |      |      |      |      |      |      |      | 2 × 2R   |
| San Diego          |      |      |      |      |      | 1    | AF   | —    | —    |      |      |      |      |      |      |      |      |      |      |      | 1 × AF   |
| Cincinnati         |      |      |      |      |      |      |      |      |      |      | 1    | 2    | AF   | 1    | Q1   | Q2   | —    | —    | Q2   | —    | 1 × AF   |
| Kanada             | —    | —    | —    | AF   | 2    | AF   | —    | 2    | AF   | 1    | 2    | VF   | AF   | —    | 2    | —    | —    | —    | —    | —    | 1 × VF   |
| Tokio              | —    | —    | —    | —    | —    | —    | —    | —    | AF   | AF   | 1    | HF   | —    | 2    | 1    |      |      |      |      |      | 1 × HF   |
| Wuhan              |      |      |      |      |      |      |      |      |      |      |      |      |      |      |      | 1    | Q1   | —    | —    | —    | 1 × 1R   |
| München            | —    |      |      |      |      |      |      |      |      |      |      |      |      |      |      |      |      |      |      |      | —        |
| Zürich             | —    | —    | —    | —    | —    | 1    | VF   | AF   | HF   |      |      |      |      |      |      |      |      |      |      |      | 1 × HF   |
| Peking             |      |      |      |      |      |      |      |      |      |      | 2    | VF   | 2    | 1    | 2    | 1    | —    | —    | —    | —    | 1 × VF   |
| Moskau             | —    | —    | VF   | —    | VF   | VF   | F    | AF   | —    | 1    |      |      |      |      |      |      |      |      |      |      | 1 × F    |
| Olympische Spiele  |      | —    |      |      |      | VF   |      |      |      | AF   |      |      |      | 2    |      |      |      | —    |      |      | 1 × VF   |
| Fed Cup            |      |      |      |      |      |      |      | S    | F    |      | S    | S    | HF   | HF   | S    |      |      | PO   | W2   |      | 4 × S    |

Zeichenerklärung: S = Turniersieg; F, HF, VF, AF = Einzug ins Finale, Halb-, Viertel-, Achtelfinale; 1, 2, 3 = Ausscheiden in der 1., 2., 3. Haupt- / Finalrunde; Q1, Q2, Q3 = Ausscheiden in der 1., 2. 3. Qualifikationsrunde; RR = Round Robin (Gruppenphase); nicht ausgetragen oder andere Kategorie; PO (Playoff), P2 = Auf-/Abstiegsrunde zur Weltgruppe I/II im Fed Cup; W2, K1, K2, K3 = Teilnahme in der Weltgruppe II, Kontinentalgruppe I, II, III im Fed Cup.

### Doppel
Die Tabelle listet die Ergebnisse der Grand-Slam-Turniere, der Tour Championships, der Olympischen Spiele, des Fed Cups bzw Billie Jean King Cups und der Turniere folgender Kategorien auf: 1990–2008: Tier I, 2009–2020: Premier Mandatory und Premier 5, ab 2021: WTA 1000.
| Turnier            | 1999 | 2000 | 2001 | 2002 | 2003 | 2004 | 2005 | 2006 | 2007 | 2008 | 2009 | 2010 | 2011 | 2012 | 2013 | 2014 | 2015 | 2016 | 2017 | 2018 | Karriere |
| ------------------ | ---- | ---- | ---- | ---- | ---- | ---- | ---- | ---- | ---- | ---- | ---- | ---- | ---- | ---- | ---- | ---- | ---- | ---- | ---- | ---- | -------- |
| Australian Open    | —    | —    | —    | 1    | —    | 1    | 1    | AF   | AF   | 1    | HF   | VF   | 1    | 1    | 1    | —    | —    | —    | —    | 1    | 1 × HF   |
| French Open        | —    | —    | —    | 1    | —    | VF   | —    | VF   | AF   | F    | AF   | 2    | —    | AF   | AF   | 1    | 2    | —    | VF   | —    | 1 × F    |
| Wimbledon          | —    | —    | —    | 1    | 1    | 2    | 1    | VF   | 1    | 2    | 2    | —    | 1    | HF   | 1    | 1    | 2    | —    | 1    | —    | 1 × HF   |
| US Open            | —    | —    | —    | 1    | 2    | 2    | 1    | HF   | 1    | 2    | 2    | 1    | 2    | —    | 2    | 1    | —    | —    | 1    | —    | 1 × HF   |
| WTA Finals         | —    | —    | —    | —    | —    | —    | —    | HF   | —    | —    | —    | —    | —    | —    | —    | —    | —    | —    | —    | —    | 1 × HF   |
| Doha               |      |      |      |      |      |      |      |      |      | —    |      |      |      | 1    | AF   | 1    |      | —    |      | —    | 1 × AF   |
| Dubai              |      |      |      |      |      |      |      |      |      |      | HF   | VF   | AF   |      |      |      | —    |      | —    |      | 1 × HF   |
| Indian Wells       | —    | —    | —    | —    | —    | 1    | AF   | —    | 1    | AF   | 1    | AF   | AF   | —    | 1    | —    | —    | —    | —    | —    | 4 × AF   |
| Miami              | —    | —    | —    | —    | —    | AF   | 1    | AF   | AF   | 1    | —    | VF   | —    | —    | 1    | —    | —    | —    | —    | —    | 1 × VF   |
| Hilton Head Island | —    | —    |      |      |      |      |      |      |      |      |      |      |      |      |      |      |      |      |      |      | —        |
| Charleston         |      |      | —    | —    | —    | —    | —    | —    | —    | —    |      |      |      |      |      |      |      |      |      |      | —        |
| Rom                | 1    | 1    | —    | —    | —    | 1    | 1    | F    | 1    | —    | —    | —    | —    | VF   | AF   | —    | AF   | 1    | —    | —    | 1 × F    |
| Madrid             |      |      |      |      |      |      |      |      |      |      | 1    | HF   | AF   | —    | 1    | AF   | —    | —    | —    | —    | 1 × HF   |
| Berlin             | —    | —    | —    | VF   | —    | —    | —    | —    | —    | —    |      |      |      |      |      |      |      |      |      |      | 1 × VF   |
| San Diego          |      |      |      |      |      | 1    | AF   | —    | —    |      |      |      |      |      |      |      |      |      |      |      | 1 × AF   |
| Cincinnati         |      |      |      |      |      |      |      |      |      |      | AF   | —    | 1    | 1    | —    | —    | —    | —    | —    | —    | 1 × AF   |
| Kanada             | —    | —    | —    | —    | 1    | —    | —    | VF   | AF   | —    | —    | 1    | —    | —    | —    | —    | —    | —    | —    | —    | 1 × VF   |
| Tokio              | —    | —    | —    | —    | —    | —    | —    | —    | 1    | HF   | S    | VF   | —    | —    | —    |      |      |      |      |      | 1 × S    |
| Wuhan              |      |      |      |      |      |      |      |      |      |      |      |      |      |      |      | —    | 1    | —    | —    | —    | 1 × 1R   |
| München            | —    |      |      |      |      |      |      |      |      |      |      |      |      |      |      |      |      |      |      |      | —        |
| Zürich             | —    | —    | —    | —    | —    | —    | 1    | VF   | F    |      |      |      |      |      |      |      |      |      |      |      | 1 × F    |
| Peking             |      |      |      |      |      |      |      |      |      |      | HF   | —    | —    | —    | —    | —    | —    | —    | —    | —    | 1 × HF   |
| Moskau             | —    | —    | VF   | —    | VF   | —    | VF   | S    | —    | VF   |      |      |      |      |      |      |      |      |      |      | 1 × S    |
| Olympische Spiele  |      | —    |      |      |      | AF   |      |      |      | VF   |      |      |      | AF   |      |      |      | —    |      |      | 1 × VF   |
| Fed Cup            |      |      |      |      |      |      |      | S    | F    |      | S    | S    | HF   | HF   | S    |      |      | PO   | W2   |      | 4 × S    |

Zeichenerklärung: S = Turniersieg; F, HF, VF, AF = Einzug ins Finale, Halb-, Viertel-, Achtelfinale; 1, 2, 3 = Ausscheiden in der 1., 2., 3. Haupt- / Finalrunde; Q1, Q2, Q3 = Ausscheiden in der 1., 2. 3. Qualifikationsrunde; KF (kleines Finale) = unterlegen im Spiel um Platz drei; RR = Round Robin (Gruppenphase); nicht ausgetragen oder andere Kategorie; PO (Playoff), P2 = Auf-/Abstiegsrunde zur Weltgruppe I/II im Fed Cup; W2, K1, K2, K3 = Teilnahme in der Weltgruppe II, Kontinentalgruppe I, II, III im Fed Cup.

### Mixed
| Turnier         | 2002 | 2003 | 2004 | 2005 | 2006 | 2007 | 2008 | 2009 | 2010 | 2011 | 2012 | 2013 | Karriere |
| --------------- | ---- | ---- | ---- | ---- | ---- | ---- | ---- | ---- | ---- | ---- | ---- | ---- | -------- |
| Australian Open | —    | —    | —    | —    | —    | HF   | —    | 1    | —    | —    | —    | —    | HF       |
| French Open     | —    | AF   | —    | —    | —    | —    | —    | —    | —    | —    | —    | —    | AF       |
| Wimbledon       | 2    | —    | —    | —    | 1    | —    | —    | —    | —    | —    | —    | 2    | 2        |
| US Open         | —    | —    | —    | —    | 1    | —    | —    | —    | —    | —    | —    | —    | 1        |

## Weltranglistenposition am Jahresende
|        | 1996 | 1997 | 1998 | 1999 | 2000 | 2001 | 2002 | 2003 | 2004 | 2005 | 2006 | 2007 | 2008 | 2009 | 2010 | 2011 | 2012 | 2013 | 2014 | 2015 | 2016 | 2017 |
| ------ | ---- | ---- | ---- | ---- | ---- | ---- | ---- | ---- | ---- | ---- | ---- | ---- | ---- | ---- | ---- | ---- | ---- | ---- | ---- | ---- | ---- | ---- |
| Einzel | 945  | 496  | 295  | 184  | 80   | 31   | 41   | 20   | 19   | 13   | 15   | 25   | 30   | 17   | 7    | 11   | 35   | 42   | 82   | 121  | 100  | 92   |
| Doppel | 701  | 827  | 383  | 334  | 427  | 121  | 143  | 77   | 40   | 34   | 9    | 48   | 32   | 19   | 43   | 131  | 51   | 100  | 144  | 170  | 430  | 167  |

## Auszeichnungen
- 2010: Italiens Sportlerin des Jahres (La Gazzetta dello Sport)